# Buiikikaesu
Buiikikaesu é o sexto álbum da banda japonesa de rock alternativo Maximum the Hormone, lançado em 14 de março de 2007. As faixas "What's up, People?!" e "Zetsubou Billy" ficaram famosas por suas aparições no anime Death Note. Vendeu cerca de 322,000 cópias.

## Recepção
Alcançou a quinta posição nas paradas da Oricon Albums Chart. Em 2007, a Rolling Stone Japan avaliou o álbum em 98º lugar na lista dos "100 Maiores Álbuns de Rock Japonês de Todos os Tempos".

## Faixas[4]
| N.º            | Título | Duração |  |
| 1.             | "Buiikikaesu!!" (ぶっ生き返す!!) | 3:54    |  |
| 2.             | "Zetsubou Billy" (絶望ビリー) | 3:44    |  |
| 3.             | "Kuso Breakin nou Breakin Lily" (糞ブレイキン脳ブレイキン・リリィー)                                                                                 | 4:15    |  |
| 4.             | "Lousiana Bob" (ルイジアナ・ボブ) | 4:40    |  |
| 5.             | "Policeman Benz" (ポリスマンベンツ) | 4:09    |  |
| 6.             | "Black ¥ Power G - Men Spy" (ブラック￥パワーGメンスパイ)                                                                                            | 2:27    |  |
| 7.             | "Akagi" (アカギ) | 2:16    |  |
| 8.             | "Kyokatsu" (恐喝〜Kyokatsu〜) | 3:36    |  |
| 9.             | "Bikini Sports Ponchin" (ビキニ・スポーツ・ポンチン)                                                                                                 | 3:56    |  |
| 10.            | "What's Up, People?" | 4:10    |  |
| 11.            | "Chu chu Lovely Muni Muni Mura Mura Purin Purin Boron Nururu ReroRero" (チューチュー ラブリー ムニムニ ムラムラ プリンプリン ボロン ヌルル レロレロ) | 3:06    |  |
| 12.            | "Shimi" (シミ) | 4:17    |  |
| 13.            | "Koi no Mega Lover" (恋のメガラバ) | 5:27    |  |
| Duração total: | Duração total: | 49:04   |  |